# Vlag van Brits-Columbia
De vlag van Brits-Columbia is een banier van het provinciale wapen en is sinds 20 juni 1960 een officieel symbool van Brits-Columbia. De bovenkant van de vlag bestaat uit de Union Flag met in het midden een kroon. De onderkant toont een goudkleurige ondergaande zon met op de achtergrond blauw-witte golven.

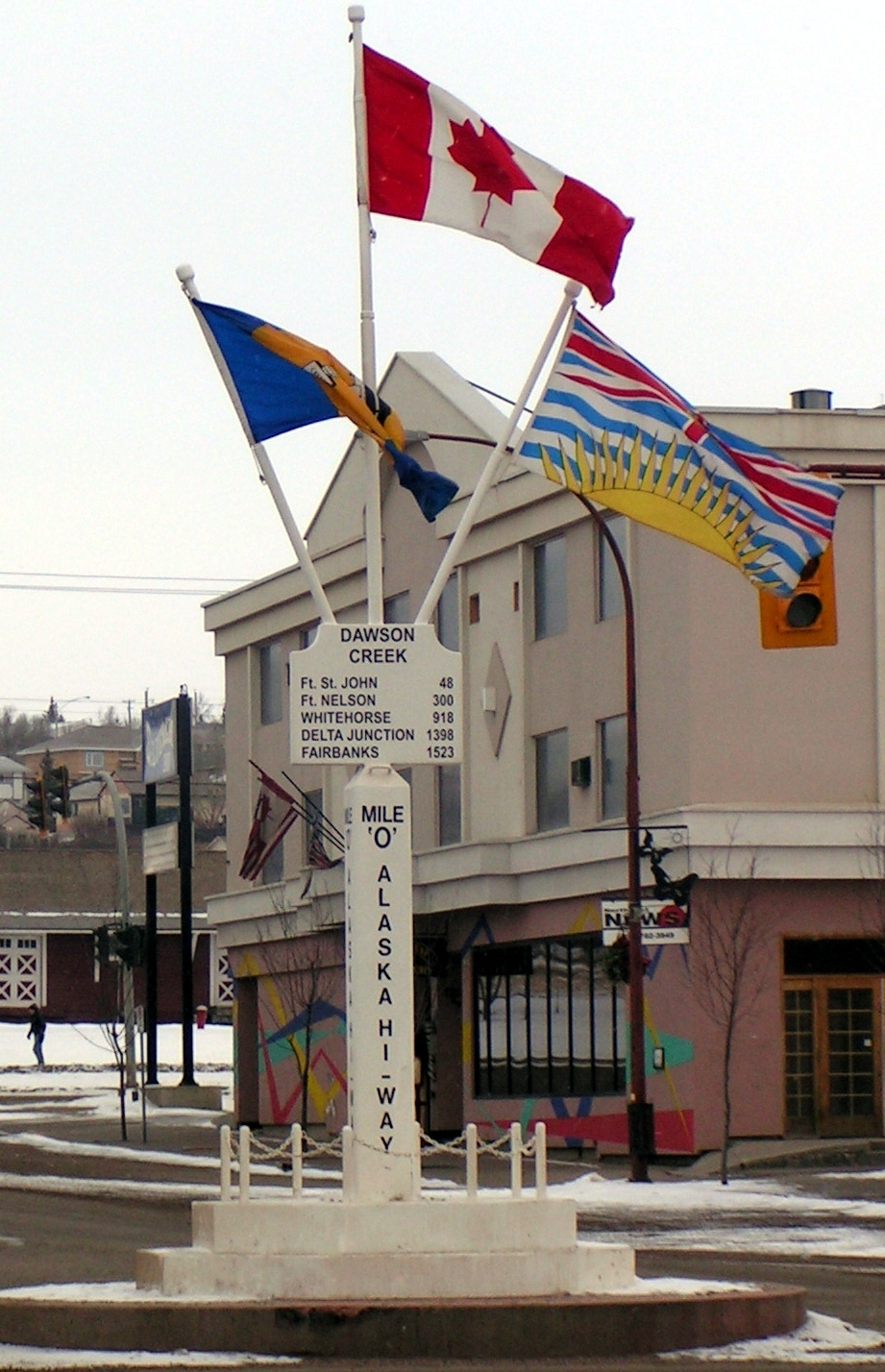
Beginpunt van de Alaska Highway in Dawson Creek, met de plaatselijke vlag, de vlag van Brits-Columbia en de Canadese vlag.

## Symboliek
De Union Flag verwijst naar de geschiedenis van het gebied als Britse kolonie en de huidige verbondenheid met het Verenigd Koninkrijk. De kroon verwijst naar de Britse koninklijke familie.
De vier witte en drie blauwe golvende banen symboliseren de ligging van Brits-Columbia tussen de Grote Oceaan en de Rocky Mountains. De ondergaande zon verwijst naar het feit dat Brits-Columbia Canada's meest westelijke provincie is.

## Geschiedenis
De vlag werd voorgesteld op 14 juni 1960 door William Bennett, de toenmalige premier van Brits-Columbia. Ze werd voor het eerst gehesen op het schip Queen of Sidney van BC Ferries.
In de beginperiode van het bestaan van de vlag werden de twee delen van de vlag — de Union Flag en de ondergaande zon met de golven — weleens foutief omgedraaid. Aangezien dit inging tegen het idee dat in het Britse Rijk de zon nooit onder gaat, werd deze fout vaak snel hersteld.
De luitenant-gouverneur van Brits-Columbia, de vertegenwoordiger van de Canadese Kroon in de provincie, heeft een persoonlijke standaard waarop het gekroonde wapenschild van Brits-Columbia op een blauwe achtergrond staat, omringd door tien esdoornbladeren die de tien Canadese provincies moeten symboliseren.